# Big Brother Slovenija
Big Brother Slovenija (slovensko Veliki brat) je resničnostna oddaja televizijske hiše POP TV .Prvi sezoni sta bili predvajani na Kanal A, tretja (prva slavnih) sezona pa na POP TV in četrta oz. tretja po redni seriji spet na Kanal A. 
Big Brother je šov v katerem približno 5 moških in 5 žensk pristane na trimesečno osamitev v hiši, ki je zgrajena posebej za namen oddaje. V hiši je nameščeno okoli 30 kamer in prav toliko mikrofonov, 24 ur dnevno snemajo vsak del hiše. Snemalci snemajo kandidate skozi okna, ki imajo zatemnjena stekla, tako da jih tekmovalci ne morejo videti. V temi snemajo približno 4 infrardeče kamere.  Tekmovalci morajo upoštevati pravila »igre«: nimajo dostopa do televizije, računalnika, pošte in časopisov, prav tako imajo omejen dostop do vode in hrane. Vsak teden morajo opraviti skupno tedensko nalogo, in če so uspešni, dobijo nagrado v obliki povišanega proračuna za hrano. Vsak tekmovalec mora vsaj enkrat na dan obiskati sobo (spovednico), kjer gledalcem oddaje v neposrednim nagovorom v kamero razlaga svoje občutke, izkušnje in spore, povezane z bivanjem v hiši. Ob točno določenih dnevih v tej spovednici nominirajo dva tekmovalca, ki jim nista všeč in, ki morajo po njihovem mnenju zapustiti hišo, svoje mnenje pa morajo tehtno utemeljiti. Dve ali tri osebe z največ nominacijami postanejo predmet glasovanja gledalcev oddaje, vsak teden je iz serije izločen gledalec, ki prejme največ glasov gledalcev. Vsak kandidat lahko kadarkoli zapusti hišo, a če to stori, se ne sme več vrniti. Ko v hiši ostanejo le štirje tekmovalci, gledalci s telefonskim glasovanjem pa preko SMS-sporočil in telefonskih klicev določijo zmagovalca, ki prejme visoko denarno nagrado (prva sezona 75.000€, druga sezona 92.000€, tretja in četrta sezona 50.000€, in prva sezona slavnih 90.000€).

## Sezone
Redna serija Big Brother vas gleda!
| Serija        | Naslov sezone                         | TV kanal | Začetek sezone   | Konec sezone   | Dni | Stanovalci | Zmagovalec (Nagrada)        | Voditeljica                    |
| ------------- | ------------------------------------- | -------- | ---------------- | -------------- | --- | ---------- | --------------------------- | ------------------------------ |
| Big Brother 1 | Big Brother vas gleda!                | Kanal A  | 17. marec 2007   | 9. junij 2007  | 85  | 18         | Andrej Novak (75.000 €)     | Nina Osenar                    |
| Big Brother 2 | Big Brother vas gleda!                | Kanal A  | 14. Marec 2008   | 14. Junij 2008 | 93  | 17         | Naske Mehič (92.000 €)      | Nina Osenar & Matej Grm -Gusti |
| Big Brother 3 | Pričakuj nepričakovano!               | Kanal A  | 6. marec 2015    | 19. Junij 2015 | 106 | 20 + 3 VIP | Pia Filipčič (50.000 €)     | Ana Maria Mitič                |
| Big Brother 4 | Vem, da si upaš! (Skrivnosti in laži) | Kanal A  | 26. februar 2016 | 9. Junij 2016  | 105 | 23         | Mirela Lapanović (50.000 €) | Manja Plešnar                  |

Big Brother slavnih
| Sezona                | Naslov sezone                                                                     | TV kanal | Začetek sezone  | Konec sezone      | Dni | Stanovalci | Zamgovalec (nagrada) | Voditeljica |
| --------------------- | --------------------------------------------------------------------------------- | -------- | --------------- | ----------------- | --- | ---------- | -------------------- | ----------- |
| Big Brother slavnih 1 | Big Brother Slavnih: Ali so slavni drugačni kot vi? Prepričajte se na lastne oči. | POP TV   | 3. oktober 2010 | 12. December 2010 | 71  | 14         | Jože Činč (90.000 €) | Nina Osenar |

## Hiša

### Hiša Big Brother 2007-2010
V hiši sta dve skupinski spalnici, jedilnica s kuhinjo, dnevna soba, prha in stranišče, tekmovalci se pa lahko gibljejo na vrtu izven hiše.
Opis hiše:
- 550 kvadratnih metrov hiše Big Brother se nahaja na dvorišču zaven stavbe POP TV / Kanal A v Ljubljani.
- Tam je 300 m2 stanovanja, in 250 za vrt. Hiša zajemajo več kot 30 kamer.
- Kopalnica, sanitarije in tuše, ki jih ni mogoče zaklenjen zaradi varnostnih razlogov, so zajeti tudi s kamerami.
- V kuhinji je skupaj z umivalnikom še električni štedilnik, pečica, hladilnik in posodo.
- Stanovalci lahko jedo samo v jedilnici z 12-stolno jedilno mizo.
- V dnevni sobi se nahaja velika zofa za vse tekmovalce z blazinami
- Big Brother hiša ima dve sobi. Tudi tukaj je vsak gib in šepet zabeleži s kamerami.
- Stanovalci so pogosto poklicani v spovednico, kjer delijo svoje izkušnje z Big Brotherjem.
- Zelo pomemben del Big Brother hišo je shramba, kjer dobijo stanovalci določeno šrevilo hrane, ki jih zaslužijo z opravljnimimi nalogami naloge odložil. Shramba je zaprta, razen ob sobotah in nedeljah odprto le eno uro na dan.

### Hiša Big Brother 2015
Big Brother Slovenija 2015 so snemali v Srbiji, kjer isti šov snemajo srbi. Hiša se nahaja v Beogradu, v urbani soseski Košutnjak. Hiša je bila zgrajena leta 2006 za srbski Veliki Brat oz. Big Brother. Hiša je sestavljena iz spovednice, spalnice, dnevne sobe, kuhinje, jedilnice, kopalnice, shrambe, vrta in dodatnega protsora Elitnega dela, ki se uporablja čez celotno sezono kot tajna soba. V hiši pa je tudi bazen. 

### Hiša Big Brother 2016
Hiša Big Brother bo znova v Sloveniji, a ne poleg stavbe POP TV / Kanal A temveč v Vevčah v bližini teniških igrišč.

## Predvajanje
Redna serija
| Sezona        | Ponedeljek                                                                            | Torek                                                                                 | Sreda                                                                                 | Četrtek                                                                               | Petek                                                                                 | Sobota | Nedelja                                                 |
| ------------- | ------------------------------------------------------------------------------------- | ------------------------------------------------------------------------------------- | ------------------------------------------------------------------------------------- | ------------------------------------------------------------------------------------- | ------------------------------------------------------------------------------------- | --- | ------------------------------------------------------- |
| Big Brother 1 | Pregled dneva (20:00–20:30)                                                           | Pregled dneva (20:00–20:30)                                                           | Pregled dneva (20:00–20:30)                                                           | Pregled dneva (20:00–20:30)                                                           | Pregled dneva (20:00–20:30)                                                           | Oddaja v živo (izločitev) (20:00–22:00)                                                                     | Nominacije (20:00–20:40)                                |
| Big Brother 2 | Pregled dneva (20:00–21:00)                                                           | Pregled dneva (20:00–21:00)                                                           | Pregled dneva (20:00–21:00)                                                           | Pregled dneva (20:00–21:00)                                                           | Oddaja v živo (izločitev) (20:00–22:00)                                               | Nominacije (20.00:-20:30)                                                                                   | Pregled tedna (22:00–23:00)                             |
| Big Brother 3 | Pregled dneva 20.00, 21.00, 21.20 ali 21.30 (90 minut)                                | Pregled dneva 20.00, 21.00, 21.20 ali 21.30 (90 minut)                                | Pregled dneva 20.00, 21.00, 21.20 ali 21.30 (90 minut)                                | Pregled dneva 20.00, 21.00, 21.20 ali 21.30 (90 minut)                                | Oddaja v živo (izločitev in nominacije) 20.00 (120 min)                               | Pregled dneva 20.00 ali po moto GP ali filmu (90 minut)                                                     | Pregled dneva 20.00 ali po moto GP ali filmu (90 minut) |
| Big Brother 4 | Pregled dneva + Big Brother Klub + V živo iz hiše BB 20:00 (60 min + 30 min + 30 min) | Pregled dneva + Big Brother Klub + V živo iz hiše BB 20:00 (60 min + 30 min + 30 min) | Pregled dneva + Big Brother Klub + V živo iz hiše BB 20:00 (60 min + 30 min + 30 min) | Pregled dneva + Big Brother Klub + V živo iz hiše BB 20:00 (60 min + 30 min + 30 min) | Pregled dneva + Big Brother Klub + V živo iz hiše BB 20:00 (60 min + 30 min + 30 min) | Oddaja v živo (izločitev) + V živo iz hiše BB (nominacije) + Pregled dneva 20:00 (90 min + 15 min + 30 min) | X                                                       |

Big Brother Slavnih
| Sezona                | Ponedeljek                                   | Torek                       | Sreda                       | Četrtek                     | Petek                       | Sobota                      | Nedelja                                 |
| --------------------- | -------------------------------------------- | --------------------------- | --------------------------- | --------------------------- | --------------------------- | --------------------------- | --------------------------------------- |
| Big Brother Slavnih 1 | Pogovor z izpadlim stanovalcem (20:00–20:30) | Pregled dneva (20:00–21:00) | Pregled dneva (20:00–21:00) | Pregled dneva (20:00–21:00) | Pregled dneva (20:00–21:00) | Pregled dneva (20:00–21:00) | Oddaja v živo (izpadanje) (20:00–22:00) |

## Ogled preko interneta
Prvo in drugo sezono so lahko tisti gledalci, katerim vsakodnevni povzetki po televiziji niso bili dovolj, lahko tekmovalce spremljali tudi 24 ur na dan preko interneta. Možno je bilo namreč kupiti vrednostno kartico za tri dnevno spremljanje oddaje ali pa za kar celotno trajanje šova na karti je bil zapisano uporabniški ime in geslo s katerim so si lahko ogledali 24 ur dnevno.
Ko je bil na sporedu Big Brother Slavnih (2010) so lahko gledalci spremljali šov preko plačljivega programa POP PLUS in preko interneta s plačilom. 
Od tretje in četrte sezone pa gledalci lahko 24 ur dnevno spremljajo šov na voyo.si.